# LON-CAPA
LON-CAPA es un sistema libre para la gestión y evaluación de contenidos educativos.

## Definición
El nombre LON-CAPA es un acrónimo (en inglés) de LearningOnline Network with Computer-Assisted Personalized Approach. En 1999, los dos proyectos de educación en línea, CAPA y LectureOnline, aunaron esfuerzos en la creación de LON-CAPA que combina las funcionalidades de CAPA y de LectureOnline.
LON-CAPA es un Ambiente Educativo Virtual, también una plataforma de educación en línea, Learning Management System (LMS), Course Management System (CMS) o Virtual Learning Environment (VLE). 
El término LON-CAPA puede referirse también a la red de LON-CAPA, el sistema completo de servidores web de LON-CAPA y la realización específica de un Protocolo de Internet (IP) que conecta estos servidores web. LON-CAPA puede referirse también al proyecto de LON-CAPA, el grupo de científicos y programadores que desarrolla y mantiene el software.

## Características
Posee las características que existen en muchos sistemas similares:
- funciones de usuario,
- calendario,
- correo electrónico,
- chat,
- blogs,
- elaboración de recursos,
- corrección de pruebas.
- rebota

LON-CAPA se distingue porque los servidores web -en varias partes del mundo- pueden comunicarse uno con otro. 
Otra de sus características importantes es la capacidad de diseñar recursos -tareas de exámenes- que usan números aleatorios (almacenados en variables del Perl). Esto permite que un solo recurso genere una variedad de ejercicios de prueba similares (pero diferentes), reduciendo así el riesgo de engaño por parte de los estudiantes.
La mayoría de los recursos está en inglés y se concentra en el ámbito de las ciencias matemáticas y las ciencias naturales, sobre todo la física y la química. LON-CAPA utiliza LaTeX, un lenguaje que puede representar fórmulas y expresiones matemáticas. El proyecto está financiado por el National Science Foundation (español: Fundación Nacional de la Ciencia).

## Red LON-CAPA
En 2007, hay más de 130 dominios de LON-CAPA, donde un dominio es un sistema unificado de servidores web de LON-CAPA. Generalmente, los dominios de LON-CAPA son administrados por algunas universidades y high schools en los Estados Unidos y Canadá, pero también por organizaciones privadas y un número significativo de universidades en Europa, Asia, América del Sur y África. A través de la red de LON-CAPA, las universidades y escuelas pueden crear recursos (tareas de exámenes, páginas web, etc.) y pueden compartirlos en la red. Este aspecto colaborador es la característica más distintiva de LON-CAPA.

## Tecnologías
Algunas de las tecnologías significativas incluyen Linux, Apache, mod_perl, MySQL, LaTeX y CPAN. 

## Desarrolladores
El grupo de desarrollo principal de LON-CAPA se sitúa en la Universidad Estatal de Míchigan en East Lansing, Míchigan (Estados Unidos). Hay también nodos de red importantes de LON-CAPA en la Universidad Simon Fraser y en la Universidad de Illinois en Urbana-Champaign.
- Datos: Q1751901